# Tour de France 1994
Il Tour de France 1994, ottantunesima edizione della corsa, si svolse in ventuno tappe precedute da un prologo iniziale, dal 2 al 24 luglio 1994, per un percorso totale di 3 978 km.
La vittoria per la quarta volta consecutiva fu ad appannaggio del passista-cronoman spagnolo Miguel Indurain con il tempo totale di 103h38'38", davanti al corridore lèttone Pëtr Ugrjumov, staccato di 5'39", e all'italiano Marco Pantani a 7'19".
Il corridore spagnolo conquistò la sua quarta edizione della Grande Boucle consecutiva, superando tre storici pluri-vincitori del Tour rimasti a tre trionfi nella Grande Boucle: (Philippe Thys, Louison Bobet e Greg LeMond).

## Tappe
| Tappa  | Data      | Percorso                                 | km    | Vincitore di tappa     | Leader cl. generale |
| ------ | --------- | ---------------------------------------- | ----- | ---------------------- | ------------------- |
| prol.  | 2 luglio  | Lilla (cron. individuale)                | 7,2   | Chris Boardman         | Chris Boardman      |
| 1ª     | 3 luglio  | Lilla > Armentières                      | 234   | Džamolidin Abdužaparov | Chris Boardman      |
| 2ª     | 4 luglio  | Roubaix > Boulogne-sur-Mer               | 203,5 | Jean-Paul van Poppel   | Chris Boardman      |
| 3ª     | 5 luglio  | Calais > Eurotunnel (cron. a squadre)    | 66,5  | GB-MG Maglificio       | Johan Museeuw       |
| 4ª     | 6 luglio  | Dover (GBR) > Brighton (GBR)             | 204,5 | Francisco Cabello      | Flavio Vanzella     |
| 5ª     | 7 luglio  | Portsmouth (GBR) > Portsmouth (GBR)      | 187   | Nicola Minali          | Flavio Vanzella     |
| 6ª     | 8 luglio  | Cherbourg > Rennes                       | 270,5 | Gianluca Bortolami     | Sean Yates          |
| 7ª     | 9 luglio  | Rennes > Futuroscope                     | 203   | Ján Svorada            | Johan Museeuw       |
| 8ª     | 10 luglio | Poitiers > Trélissac                     | 218,5 | Bo Hamburger           | Johan Museeuw       |
| 9ª     | 11 luglio | Périgueux > Bergerac (cron. individuale) | 64    | Miguel Indurain        | Miguel Indurain     |
| 10ª    | 12 luglio | Bergerac > Cahors                        | 160,5 | Jacky Durand           | Miguel Indurain     |
| 11ª    | 13 luglio | Cahors > Lourdes-Hautacam                | 263,5 | Luc Leblanc            | Miguel Indurain     |
|        | 14 luglio | giorno di riposo                         |       |                        |                     |
| 12ª    | 15 luglio | Lourdes > Luz-Ardiden                    | 204,5 | Richard Virenque       | Miguel Indurain     |
| 13ª    | 16 luglio | Bagnères-de-Bigorre > Albi               | 223   | Bjarne Riis            | Miguel Indurain     |
| 14ª    | 17 luglio | Castres > Montpellier                    | 202   | Rolf Sørensen          | Miguel Indurain     |
| 15ª    | 18 luglio | Montpellier > Carpentras                 | 231   | Eros Poli              | Miguel Indurain     |
| 16ª    | 19 luglio | Valréas > Alpe d'Huez                    | 224,5 | Roberto Conti          | Miguel Indurain     |
| 17ª    | 20 luglio | Bourg-d'Oisans > Val Thorens             | 149   | Nelson Rodríguez       | Miguel Indurain     |
| 18ª    | 21 luglio | Moûtiers > Cluses                        | 174,5 | Pëtr Ugrjumov          | Miguel Indurain     |
| 19ª    | 22 luglio | Cluses > Avoriaz (cron. individuale)     | 46,5  | Pëtr Ugrjumov          | Miguel Indurain     |
| 20ª    | 23 luglio | Morzine > Lac de Saint-Point-Malbuisson  | 208,5 | Džamolidin Abdužaparov | Miguel Indurain     |
| 21ª    | 24 luglio | Disneyland > Parigi                      | 175   | Eddy Seigneur          | Miguel Indurain     |
| Totale | Totale    | Totale                                   | 3 978 |                        |                     |

## Squadre e corridori partecipanti
| N.      | Cod. | Squadra          |
| ------- | ---- | ---------------- |
| 1-9     | BAN  | Banesto          |
| 11-19   | MAP  | Mapei-CLAS       |
| 21-29   | GBM  | GB-MG Maglificio |
| 31-39   | MOT  | Motorola         |
| 41-49   | GEW  | Gewiss-Ballan    |
| 51-59   | CAR  | Carrera-Tassoni  |
| 61-69   | ONC  | ONCE             |
| 71-79   | LAM  | Lampre-Panaria   |
| 81-89   | GAN  | GAN              |
| 91-99   | FES  | Festina-Lotus    |
| 101-109 | PLT  | Polti-Vaporetto  |

| N.      | Cod. | Squadra                   |
| ------- | ---- | ------------------------- |
| 111-119 | CAS  | Castorama                 |
| 121-129 | TVM  | TVM-Bison Kit             |
| 131-139 | TEL  | Telekom-Merckx            |
| 141-149 | MOB  | ZG Mobili-Selle Italia    |
| 151-159 | WOR  | Wordperfect-Colnago-Decca |
| 161-169 | NOV  | Novemail-Histor           |
| 171-179 | KEL  | Kelme-Avianca-Gios        |
| 181-189 | HAZ  | Chazal-MBK                |
| 191-199 | LOT  | Lotto-Caloi               |
| 201-209 | MER  | Mercatone Uno-Medeghini   |

## Resoconto degli eventi
Al Tour de France 1994 parteciparono 189 corridori, dei quali 117 giunsero a Parigi.  Le squadre partecipanti erano 8 italiane (delle quali una, la Mercatone Uno-Medeghini, con licenza di San Marino), 4 francesi, 3 spagnole, 2 olandesi, 1 belga, 1 tedesca, 1 statunitense, 1 con licenza di Andorra (la Festina-Lotus, che era prima spagnola e poi diventerà francese). I corridori partecipanti erano 45 italiani, 33 francesi, 22 belgi, 19 spagnoli, 15 olandesi, 9 tedeschi, 7 russi, 7 colombiani, 6 svizzeri, 4 danesi, 3 statunitensi, 3 australiani, 2 norvegesi, 2 ucraini, 2 britannici, 2 messicani, 1 lettone, 1 slovacco, 1 uzbeko, 1 lituano, 1 estone, 1 polacco, 1 canadese, 1 neozelandese.
Il Tour iniziò a Lilla e finì come di consueto agli Champs-Élysées. Dopo 20 anni, passò nuovamente dall'Inghilterra: i ciclisti attraversano la Manica in treno, con l'Eurotunnel. Proseguì quindi in senso antiorario, incontrando prima i Pirenei e poi le Alpi. Prevedeva anche la scalata del Mont Ventoux, nel Massiccio centrale.
Su un totale di ventidue frazioni (considerando come unità il cronoprologo) furono due i corridori che vinsero il maggior numero di tappe (due ciascuno): il lettone Pëtr Ugrumov e il velocista uzbeko Djamolidine Abdoujaparov. Indurain invece fu maglia gialla al termine delle ultime tredici tappe.
Il Tour confermò le doti da scalatore mostrate dal ventiquattrenne Marco Pantani con il secondo posto al Giro d'Italia 1994 dietro a Berzin: al Tour non vinse alcuna tappa ma salì sul podio. Roberto Conti vinse sull'Alpe d'Huez e arrivò sesto in classifica generale. Il giorno precedente l'impresa sulla prestigiosa cima dell'Alpe d'Huez da parte di Roberto Conti, c'era stata un'epica fuga di Eros Poli, un passista italiano che, transitato contro ogni pronostico per primo sull'altrettanto prestigiosa d insidiosa vetta del Mont Ventoux, era riuscito a tagliare per primo il traguardo di Carpentras.

## Classifiche finali

### Classifica generale - Maglia gialla
| Pos. | Corridore          | Squadra       | Tempo      |
| ---- | ------------------ | ------------- | ---------- |
| 1    | Miguel Indurain    | Banesto       | 103h38'38" |
| 2    | Pëtr Ugrjumov      | Gewiss        | a 5'39"    |
| 3    | Marco Pantani      | Carrera       | a 7'19"    |
| 4    | Luc Leblanc        | Festina-Lotus | a 10'03"   |
| 5    | Richard Virenque   | Festina-Lotus | a 10'10"   |
| 6    | Roberto Conti      | Lampre        | a 12'29"   |
| 7    | Alberto Elli       | GB-MG Magl.   | a 20'17"   |
| 8    | Alex Zülle         | ONCE          | a 20'35"   |
| 9    | Udo Bölts          | Telekom       | a 25'19"   |
| 10   | Volodymyr Pulnikov | Carrera       | a 25'28"   |

### Classifica a punti - Maglia verde
| Pos. | Corridore              | Squadra       | Punti |
| ---- | ---------------------- | ------------- | ----- |
| 1    | Džamolidin Abdužaparov | Polti         | 322   |
| 2    | Silvio Martinello      | Mercatone Uno | 273   |
| 3    | Ján Svorada            | Lampre        | 230   |

### Classifica scalatori - Maglia a pois
| Pos. | Corridore        | Squadra | Punti |
| ---- | ---------------- | ------- | ----- |
| 1    | Richard Virenque | Festina | 392   |
| 2    | Marco Pantani    | Carrera | 243   |
| 3    | Pëtr Ugrjumov    | Gewiss  | 219   |

### Classifica giovani - Maglia bianca
| Pos. | Corridore        | Squadra       | Tempo      |
| ---- | ---------------- | ------------- | ---------- |
| 1    | Marco Pantani    | Carrera       | 103h45'57" |
| 2    | Richard Virenque | Festina-Lotus | a 2'51"    |
| 3    | Bo Hamburger     | TVM-Bison Kit | a 36'25"   |

### Classifica a squadre - Numero giallo
| Pos. | Squadra       | Tempo |
| ---- | ------------- | ----- |
| 1    | Festina-Lotus | ?     |
| 2    | Gewiss-Ballan | ?     |
| 3    | Mapei-CLAS    | ?     |